# Okręg wyborczy Dunbartonshire
Okręg wyborczy Dunbartonshire powstał w 1708 r. i wysyłał do brytyjskiej Izby Gmin jednego deputowanego. Okręg obejmował hrabstwo Dunbarton w Szkocji został zlikwidowany w 1950 r.

## Deputowani do brytyjskiej Izby Gmin z okręgu Dunbartonshire
- 1708–1722: John Campbell
- 1722–1725: Mungo Haldane
- 1725–1727: John Campbell
- 1727–1761: John Campbell
- 1761–1780: Archibald Edmonstone
- 1780–1781: lord Frederick Campbell
- 1781–1790: George Elphinstone
- 1790–1796: Archibald Edmonstone
- 1796–1797: William Cunninghame Bontine
- 1797–1799: Alexander Telfer Smollett
- 1799–1806: James Colquhoun
- 1806–1806: Henry Glassford
- 1806–1807: Charles Edmonstone
- 1807–1810: Henry Glassford
- 1810–1821: Archibald Colquhoun
- 1821–1826: John Buchanan
- 1826–1830: John Campbell
- 1830–1832: lord Montagu Graham
- 1832–1835: John Campbell Colquhoun
- 1835–1837: Alexander Dennistoun
- 1837–1841: James COlquhoun
- 1841–1859: Alexander Smollett
- 1859–1868: Patrick Boyle Smollett
- 1868–1892: Archibald Orr-Ewing, Partia Konserwatywna
- 1892–1895: John Sinclair, Partia Liberalna
- 1895–1906: Alexander Wylie
- 1906–1910: James Dundas White, Partia Liberalna
- 1910–1918: Arthur Acland Allen
- 1918–1923: William Hannay Raeburn
- 1923–1924: William Henry Porteous Martin
- 1924–1926: David Pinkerton Fleming, Partia Konserwatywna
- 1926–1929: John Gibb Thom
- 1929–1931: Willie Brooke, Partia Pracy
- 1931–1932: John Gibb Thom
- 1932–1936: Archibald Cochrane, Partia Konserwatywna
- 1936–1941: Thomas Cassells, Partia Pracy
- 1941–1950: Adam McKinlay, Partia Pracy